# Карл-Густав Россбі
Карл-Гу́стаф А́рвід Ро́ссбі (швед. Carl-Gustaf Arvid Rossby; нар. 28 грудня 1898, Стокгольм — пом. 19 серпня 1957, Стокгольм) — шведський та американський метеоролог, який першим пояснив крупномасштабні рухи атмосферних мас з позицій механіки рідини. Він вивчав та описав висотні струменеві течії та планетарні біжучі хвилі великої довжини в атмосфері планет у помірних широтах, що згодом отримали назву «хвилі Россбі».

## Біографічні дані
Россбі увійшов в науку метеорології і океанографії, при навчанні під керівництвом Вільгельма Б'єркнеса у Бергені у 1919 році, де група В. Б'єркнеса розвивала поняття полярного фронту та Лейпцизькому університеті. Він також навчався в Обсерваторії Лінденберга (нім. Meteorologischen Observatorium Lindenberg, Бранденбург), де проводились дослідження та вимірювання верхніх шарів атмосфери з використанням паперових зміїв та повітряних куль. У 1921 році він повернувся у Стокгольм, щоб приєднатися до шведської Метеорологічної та гідрологічної служби (англ. Meteorological and Hydrographic Office), яка згодом (1945) була перетворена у Шведський інститут гідрології та метеорології (швед. Sveriges meteorologiska och hydrologiska institut, SMHI), де він служив метеорологом і брав участь у проведенні багатьох океанографічних експедицій. У періоди між експедиціями він вивчав математичну фізику в університеті Стокгольма.
У 1925 році Россбі отримав стипендію від Шведсько-американської фундації (англ. Sweden–America Foundation), щоб «вивчити застосування полярної теорії фронту до погоди на Американському континенті». В американській Національній погодній службі у Вашингтоні він поєднав теоретичну роботу над атмосферною турбулентністю із заснуванням першої метеослужби для цивільної авіації. У 1928 році він став ад'юнкт-професором у відділі аеронавтики Массачусетського технологічного інституту. Невдовзі після цього інститут став першим американським підрозділом з метеорології. У 1931 році він також став науковим співробітником Вудсголлського океанографічного інституту (англ. Woods Hole Oceanographic Institution, WHOI).
Його науковий інтерес у той період викликали атмосферна термодинаміка, змішування і турбулентність та взаємодія між океаном та атмосферою.
9 січня 1938 року він отримав американське громадянство і у наступному році ста заступником директора з досліджень у Національній погодні службі. Його призначення начальником відділу метеорології у Чиказькому університеті у 1940 році стало початком періоду, під час якого він значну увагу приділяв великомасштабним атмосферним рухам. Він ідентифікував та охарактеризував і висотну струменеву течію, і біжучі хвилі, які утворюються в атмосферах планет та в океанах в помірних широтах, що отримали назву хвилі Россбі.
Під час Другої світової війни організував навчання військових метеорологів, багатьох з яких він згодом у повоєнні роки прийняв на роботу у своє Чиказьке відділення, коли він почав адаптувати свій математичний опис атмосферної динаміки до прогнозування погоди з використанням електронно-обчислювальних машини, розпочавши цю роботу у Швеції на базі першої шведської ЕОМ типу BESK (швед. Binär Elektronisk SekvensKalkylator).
У 1947 році він став директором Інституту метеорології та гідрології (SMHI) у Стокгольмі, розділяючи свій час між ним, Чикаго та Вудс Голлом. Після війни він відвідав професора Ганса Ертеля (нім. Hans Ertel; 1904—1971), старого друга, у Берліні. Їх співробітництво привело до математичного опису так званих «(змішаних) гравітаційних хвиль Россбі» (англ. (mixed) Rossby-gravity waves).
Від 1954 року і до кінця свого життя він обстоював і розвивав галузь атмосферної хімії. Його внесок у метеорологію було відзначено у випуску від 17 грудня 1956 року журналу «Тайм». Його портрет прикрашав обкладинку журналу і це був перший метеоролог, портрет якого потрапив на обкладинку такого впливового видання.
На честь вченого Американським метеорологічним товариством названо (1963) нагороду Медаль Карла-Густава Россбі (англ. Carl-Gustaf Rossby Research Medal), якою майже щорічно з 1951 року відзначаються вчені за досягнення у науці про атмосферу і лауреатом якої у 1953 році був Россбі.